# مجله آمریکایی روان‌پزشکی
مجله آمریکایی روان‌پزشکی (انگلیسی: The American Journal of Psychiatry) یک ژورنال پزشکی است که ماهانه توسط انجمن روان‌پزشکی آمریکا منتشر می‌شود.